# Pram
För andra betydelser, se Pram (olika betydelser).
Pram är en ort och kommun i Österrike. Den ligger i distriktet Grieskirchen i förbundslandet Oberösterreich, 200 kilometer väster om huvudstaden Wien.
Kommunen består av 41 orter (Ortschaften) (inom parentes invånarantal 1 januari 2024):

- Asbach (11)
- Bernhartsleiten (10)
- Bruck (22)
- Doppl (18)
- Durrach (19)
- Echtsberg (2)
- Edt (28)
- Feldegg (11)
- Forsthub (16)
- Gattring (19)
- Gerhartsbrunn (55)
- Gewerbepark (0)
- Gries (73)
- Großpoxruck (30)
- Grübl (18)
- Gstöcket (10)
- Hebetsberg (8)
- Hochhub (22)
- Irringsdorf (84)
- Kleinpoxruck (18)
- Klinget (54)
- Kornrödt (33)
- Lucka (7)
- Lughof (7)
- Oberprenning (134)
- Pram (602)
- Pramberg (8)
- Rabenberg (12)
- Rabenthal (6)
- Renhartsberg (14)
- Rotten (9)
- Rühring (45)
- Schulterzucker (50)
- Standharting (12)
- Steinbruck (44)
- Straß (60)
- Unterleiten (31)
- Unterprenning (45)
- Viertlbach (26)
- Wallner (22)
- Wimm (15)